# Lachnodiella cecropiae
Lachnodiella cecropiae är en insektsart som beskrevs av Hempel 1911. Lachnodiella cecropiae ingår i släktet Lachnodiella och familjen ullsköldlöss. Inga underarter finns listade i Catalogue of Life.